# Abbaye de Chambarand
Pour les articles homonymes, voir Abbaye Notre-Dame.
L'abbaye de Chambarand, ou abbaye Notre-Dame de Chambarand, située dans le département français de l'Isère en région Auvergne-Rhône-Alpes, est une abbaye trappiste fondée en 1868 par des moines venus de l'abbaye de Sept-Fons à proximité de Roybon. 
L'abbaye a été fondée en 1868. Elle ferme en 1903, au moment de la suppression des congrégations et rouvre en 1931, quand des religieuses cisterciennes s'y installent et font revivre l'abbaye.

## Situation
L'abbaye est située dans la forêt domaniale de Chambaran (sans « d » final), sur le plateau éponyme, à 616 mètres d'altitude, sur un petit ruisseau nommé le Galauret.

## Histoire

### Fondation
Le 23 juillet 1868, un groupe de moines de l'abbaye de Sept-Fons arrive dans la vallée du Galauret pour y fonder la future abbaye ; le site est occupé par une ferme ruinée nommée « le château russe ». À ses débuts, l'abbaye était bâtie encore plus haut, sur la crête qui donne au sud vers Bessins, mais le site trop défavorable est abandonné en 1870. La guerre les oblige à revenir à leur maison-mère de Sept-Fons en 1870, mais les travaux continuent : il s'agit de bâtir un monastère pouvant abriter quarante moines, ainsi qu'une hôtellerie et une exploitation agricole.

### Le monastère masculin
Le 22 octobre 1872, le monastère reçoit son nom de « Notre-Dame Immaculée », puis devient une abbaye autonome en 1877. L'église abbatiale est, quant à elle, consacrée le 9 septembre 1878.

### Expulsion des moines
L'abbaye est fermée en 1903 par les lois anticléricales. La maison-mère de Sept-Fons fonde pour les moines sans abbaye un établissement au Brésil (Maristella dans la municipalité de Tremembé) ; mais cette abbaye périclite lentement faute de vocations locales, et la communauté est rapatriée en 1927 sur la nouvelle abbaye d'Orval, dans les Ardennes belges,.
Entre-temps, devant l'impossibilité d'un retour, les moines de Sept-Fons rapatrient les dépouilles de moines défunts, les cloches et les statues de l'église dans la maison-mère, tandis que les stalles partent à l'abbaye de Latroun, en Israël.

### Arrivée des trappistines
En 1930, l'abbaye de Maubec, établissement de trappistines situé dans les faubourgs de Montélimar, accueille trop de vocations pour sa taille (plus de cent) ; les moniales cherchent un lieu pour essaimer. Le monastère n'avait pas été visé par les lois anticléricales, à cause de sa vocation d'orphelinat. Parallèlement, les sœurs de l'abbaye Notre-Dame du Sacré-Cœur de Mâcon, fondée en 1875 par l'abbaye de la Coudre, ont, pour leur part, été expulsées en 1903 et se sont, comme les moines de Chambarand, exilées au Brésil ; comme eux, elles en reviennent en 1929, mais n'ont pas de lieu où s'établir. Le monastère de Chambarand correspond aux attentes des unes et des autres.
Le 9 avril 1931, les quatre première sœurs arrivent : deux de Mâcon, et deux de l'ancienne abbaye de Vaise à Lyon, elle aussi fermée en 1904. Une vingtaine de sœurs de Maubec suivent en 1931, ainsi que vingt-cinq de Mâcon en 1932. La nouvelle communauté compte donc environ cinquante religieuses,.

### Arrivée des bernardines
En 2019, les sœurs trappistines proposent à la nouvelle fraternité bernardine de reprendre le flambeau à leur suite. Les sœurs bernardines arrivent au monastère de Chambarand le 30 mai 2020.

## Productions

### Bière trappiste de Chambarand
Les Pères de Chambarand commencent la fabrication d'une bière trappiste en 1872. Ils commencent par une bière de fermentation haute entre 15 et 20 degrés, ce qui leur pose des problèmes de conservation ; en outre, la situation financière de l'abbaye est alors très mauvaise. Ils mettent alors en place un procédé de basse fermentation vers 1890, grâce à un maître brasseur bavarois engagé en 1885.
Au moment de la fermeture de 1903, les pères cèdent leur activité à un brasseur de Roybon. La brasserie conserve son nom de « Brasserie de la Trappe de Chambarand », mais l'exploitation cesse en 1922 à la suite de difficultés financières.

### Fromagerie
L'abbaye s'est spécialisée à partir de 1931 dans la transformation de lait en fromage ; les laits crus étant achetés aux agriculteurs du voisinage. En 2003, l'activité fromagère cesse et les outils de transformation sont envoyés en Algérie.

### Artisanat religieux
Auparavant, les moniales cisterciennes vivaient d'un artisanat religieux et de leur magasin. Désormais, la nouvelle communauté bernardine a su développer un laboratoire de produits cosmétiques en collaboration avec l’abbaye trappiste de Nový Dvůr en Tchéquie.

## Vie de la communauté
Fin 2013, la communauté cistercienne compte trente-quatre sœurs âgées de 49 à 98 ans, et ont accueilli leur dernière postulante en 1998.  
En 2013, la journaliste Alexandra Alévêque vient passer trois semaines à l'abbaye dans le cadre d'un documentaire télévisé sur la vie monastique, « 21 jours au couvent ».
En 2019, les sœurs cisterciennes annoncent leur départ de Chambarand et leur remplacement par une communauté de bernardines en provenance du prieuré du Jassonneix.